# Opobalsamum declaratum in dissertatione medica
Opobalsamum declaratum in dissertatione medica (abreviado Opobalsamum) es un libro con ilustraciones y descripciones botánicas que fue escrito por el científico, naturalista, botánico y zoólogo sueco Carlos Linneo. Fue publicado en Upsala en el año 1764 con el nombre de Opobalsamum declaratum in dissertatione medica ... sub praeidio ... Caroli von Linné ... submittit ... Wilhelmus Le Moine ..